# Girl Gone Wild

Мадонна танцює разом з учасниками гурту Kazaky.

Girl Gone Wild — пісня американської співачки Мадонни, другий сингл з дванадцятого студійного альбому MDNA. Написана у співавторстві з італійськими музикантами Benny Benassi та Alle Benassi. Музичний супровід до пісні має танцювальний та легковажний мотив, а вступ нагадує композицію Act of Contrition з альбому Like a Prayer.

## Кліп
Відеокліп знято 24 лютого 2012 відомими фотографами Mert and Marcus, які також робили фотосесію для альбому MDNA. Разом з Мадонною у створенні кліпу взяли участь хлопці з гурту "Kazaky"

## Виконання наживо
Пісня "Girl Gone Wild" за сет-лістом MDNA Tour виконується першою. Після вступу "Act of Contrition", під час якого на сцені католицькі монахи "моляться" та використовують гігантське кадило, з'являється Мадонна у чорній фаті та з автоматом Калашникова (AK-47).